# کمپیناپولیس
کمپیناپولیس (به پرتغالی: Campinápolis) یک منطقهٔ مسکونی در برزیل است که در ماتو گروسو واقع شده‌است. کمپیناپولیس ۱۶٬۹۱۹ نفر جمعیت دارد.